# نادي شامكير
نادي شامكير هو نادي كرة قدم في أذربيجان تأسس في 1954.